# Tàu sân bay không thể chìm
Tàu sân bay không thể chìm hay Tàu sân bay không thể bị đánh chìm (Anh ngữ: Unsinkable aircraft carrier) là thuật ngữ để chỉ một hòn đảo được sử dụng để mở rộng sức mạnh của một lực lượng quân sự. Và hòn đảo này có khả năng hoạt động như một căn cứ không quân và là một vùng đất tự nhiên không dễ bị phá hủy, một tàu sân bay bất động không thể bị đánh chìm.

## Sử dụng thuật ngữ
Thuật ngữ Tàu sân bay không thể chìm lần đầu tiên xuất hiện trong Thế chiến II, mô tả các hòn đảo và đảo san hô ở Thái Bình Dương trở nên quan trọng về mặt chiến lược cho các máy bay ném bom của Mỹ trong cuộc chiến chống lại Nhật Bản. Để hoàn thành tiêu diệt Nhật Bản, quân đội Mỹ tham gia vào hoạt động Nhảy đảo để lật đổ lực lượng Nhật chiếm đóng từ các đảo. Hải quân Mỹ thường sẽ phải xây dựng đường băng sẵn có từ đầu, đôi khi trên toàn bộ đảo san hô một cách nhanh chóng, để hỗ trợ hoạt động không kích nhắm vào Nhật Bản.
Malta và Iceland đôi khi được mô tả là các tàu sân bay không thể phá hủy trong Thế chiến II, khiến Malta trở thành mục tiêu của các cường quốc Phe Trục.
Quân đội Mỹ được cho là đã xem Đài Loan kể từ sau Nội chiến Trung Quốc như một tàu sân bay không thể chìm.
Quần đảo Anh và Nhật Bản trong Chiến tranh Lạnh, cũng được xem là những tàu sân bay không thể chìm. Năm 1983, Thủ tướng Nhật Yasuhiro Nakasone cam kết sẽ biến Nhật Bản trở thành "tàu sân bay không thể chìm ở Thái Bình Dương ", giúp Mỹ bảo vệ chống lại mối đe dọa máy bay ném bom của Liên Xô.
Ngoại trưởng Mỹ Alexander Haig mô tả Israel là "hàng không mẫu hạm lớn nhất của Mỹ trên thế giới không thể chìm".
Trong lập luận chống lại sản xuất của tàu sân bay CVA-01, lực lượng Không quân Hoàng gia tuyên bố rằng Úc có thể phục vụ đầy đủ trong vai trò tương tự.

## Ý tưởng khác
Trong Chiến tranh thế giới thứ hai, Vương quốc Anh đã đưa ra một số thảo luận để chế tạo các tàu sân bay hầu như không thể phá vỡ từ đường băng được gia cố bằng mùn cưa (Dự án Habakkuk). Một mô hình đã được thực hiện, và xem xét nghiêm túc đã được đưa ra cho dự án, với một thiết kế tiêu tốn 2,2 triệu tấn vật liệu và chứa 150 máy bay ném bom hai động cơ trên bảng vẽ, nhưng nó không bao giờ được sản xuất.